# Luis Poggi
Luis Colón Poggi Cebreros (* 7. Dezember 1928 in Lima; † 4. November 2017 ebenda) war ein peruanischer Radrennfahrer.

## Sportliche Laufbahn
Poggi war im Straßenradsport aktiv. 1948 war er Teilnehmer der Olympischen Sommerspiele in London. Das olympische Straßenrennen beendete er nicht. Peru kam mit Hernán Llerena, Luis Poggi und Pedro Mathey nicht in die Mannschaftswertung, da kein Fahrer des Teams das Rennen beendete.